# توم والش (لاعب دفع الجلة)
توم والش (بالإنجليزية: Tomas Walsh) هو لاعب دفع الجلة نيوزيلندي، ولد في 1 مارس 1992 في تيمارو ‏ في نيوزيلندا.

## وصلات خارجية
- توم والش على موقع الاتحاد الدولي لألعاب القوى (الإنجليزية)
- توم والش على موقع الدوري الماسي (الإنجليزية)
- توم والش على موقع اللجنة الأولمبية الدولية (الإنجليزية)
- توم والش على موقع أوليمبيديا (الإنجليزية)
- توم والش على موقع اللجنة الأولمبية النيوزيلندية (الإنجليزية)
- توم والش على موقع اتحاد ألعاب الكومنولث (مؤرشف) (الإنجليزية)